# Pula (monnaie)
«  Thebe (monnaie) » redirige ici. Pour les autres significations, voir Thébé.
Le pula (signifiant « pluie » en tswana ; code ISO : BWP) est la devise officielle du Botswana depuis 1976. Il est divisé en cent thebes (mot signifiant « bouclier »).
Il remplace le rand sud-africain à parité égale.